# Лох Ломонд
Лох Ломонд (на английски: Loch Lomond, на шотландски келтски: Loch Laomainn) е сладководно езеро в Централна Шотландия, най-голямото в страната.
Разположено е в тектонска долина, издълбана от древните ледници, на 7,9 m н.в., в западната част на Средношотландската низина и в югозападното подножие на Грампианските планини. Простира от север на юг на протежение от 37 km, ширина в южната част 8 km, площ 71 km². Максимална дълбочина 190 m, средна 37 m, обем 2,6 km³, брегова линия 153,5 km. В южната му част има множество острови, като най-голям е Инчмарин. Чрез река Ливен се оттича в река Клайд, която се влива в залива Фърт ъф Клайд на Атлантическия океан. Има местно корабоплаване и риболовство.